# Islas Marías
As Islas Marías (“Ilhas Marías”) formam um arquipélago no México, composto por quatro ilhas. Elas estão localizadas no Oceano Pacífico, a cerca de 100 km da costa do estado de Nayarit e a cerca de 370 km a sudeste da ponta da Baja California. Elas fazem parte do município de São Brás, Naiarite. As ilhas foram usadas como colônia penal até 18 de fevereiro de 2019, quando o presidente Andrés Manuel López Obrador ordenou o encerramento de sua operação como Prisão Federal Islas Marías.
O primeiro europeu a encontrar as ilhas foi Diego Hurtado de Mendoza, primo de Hernán Cortés, em 1532, que lhes deu o nome de Islas Magdalenas. Ele não encontrou nenhuma evidência de habitação anterior pelos nativos americanos.
Em 2010, o arquipélago foi designado Reserva da Biosfera das Islas Marías pela UNESCO.

## Geografia
As ilhas têm uma área total de 244,97 km² e uma população de 1.116 habitantes na Isla María Madre, conforme o censo de 2005, além de cerca de 8.000 prisioneiros. As outras ilhas são desabitadas. O principal assentamento é Puerto Balleto [en], com uma população de 602 habitantes.
A Isla María Madre é a maior das ilhas, com uma área de 145,28 km². Ela abriga a Colonia Penal Federal Islas Marías [es], estabelecida em 1905. As próximas duas maiores ilhas são a Isla María Magdalena (70,44 km²) e, mais ao sul, a Isla María Cleofas (19,82 km). Elas foram nomeadas em homenagem a três mulheres chamadas Maria no Novo Testamento bíblico: respectivamente, Maria, a mãe de Jesus, Maria Madalena e Maria, a esposa de Cleofas, e são chamadas de Tres Marias. Uma ilha menor, San Juanito, com uma área de 9,1 km², fica na costa norte da Isla María Madre.
As ilhas estão listadas de norte a sul na tabela a seguir:
| Ilha ou rocha   | Área em km2 | Altura em m | Localização                   |
| --------------- | ----------- | ----------- | ----------------------------- |
| San Juanito     | 9,105       | .           | 21° 44′ 48″ N, 106° 40′ 41″ O |
| Piedra El Morro | 0,060       | .           | 21° 44′ 17″ N, 106° 42′ 11″ O |
| María Madre     | 145,282     | 616         | 21° 36′ 57″ N, 106° 34′ 42″ O |
| Isla Don Boni   | 0,025       | .           | 21° 32′ 30″ N, 106° 32′ 00″ O |
| María Magdalena | 70,440      | 457         | 21° 27′ 44″ N, 106° 25′ 48″ O |
| María Cleofas   | 19,818      | 402         | 21° 18′ 44″ N, 106° 14′ 51″ O |
| Piedra Blanca   | 0,172       | .           | 21° 19′ 01″ N, 106° 17′ 09″ O |
| Roca Blanca     | 0,034       | .           | 21° 17′ 44″ N, 106° 16′ 07″ O |
| rocha sem nome  | 0,034       | .           | 21° 17′ 52″ N, 106° 16′ 35″ O |
| Islas Marías    | 244,970     | 616         | 21° 32′ N, 106° 28′ O         |

## Geologia
Pesquisas apoiam a hipótese de que as Islas Marías são fragmentos de crosta continental que sobraram da separação da Península da Baixa Califórnia do continente mexicano. As rochas encontradas nas ilhas correspondem às rochas encontradas ao redor do Cabo San Lucas, bem como em Puerto Vallarta.
As Ilhas Tres Marías são uma cadeia linear de ilhas da plataforma continental localizadas a 80-110 km do continente mais próximo, em um mar raso. As quatro ilhas, Isla San Juanito, Isla María Madre, Isla María Magdalena e Isla María Cleofas, variam em elevação, sendo a Isla María Madre a maior (145 km², 620 m). A Isla Isabel, uma ilha vulcânica (2 km², 190 m), pode facilitar o deslocamento de pessoas entre algumas dessas ilhas e o continente, embora esteja mais próxima do continente.
Historicamente, essa região estava conectada à ponta sul da península da Baja California e à costa de Naiarite durante o Mioceno, e permaneceu conectada ao continente de Naiarite até três milhões de anos atrás, no Plioceno tardio. As ilhas, submersas até o Plioceno tardio, foram formadas bem antes do Pleistoceno tardio, conforme evidenciado pelos depósitos de terraço do Pleistoceno tardio nas áreas mais baixas da Isla María Madre e da Isla María Cleofas. Essa formação foi facilitada por uma elevação significativa, que chegou a centenas de metros.
Durante o Pleistoceno, o nível do mar flutuou ciclicamente, chegando a 120 m abaixo dos níveis atuais durante os máximos glaciais. Essas variações, devido ao rifteamento tectônico, à elevação e às flutuações do nível do mar, tiveram um grande impacto na dinâmica populacional da biota das ilhas.

## Fauna
A principal vegetação de Tres Marías é uma floresta tropical sazonalmente seca de altura média, muito semelhante à vegetação não perturbada do continente adjacente. Os padrões de precipitação são semelhantes aos do continente, mas a temperatura média anual e a precipitação total anual são ligeira e acentuadamente mais baixas. As ilhas abrigam 38 espécies de aves terrestres nativas, 24 das quais são consideradas subespécies endêmicas, bem como outros vertebrados endêmicos, como uma única espécie de réptil e cinco espécies e quatro subespécies de mamíferos endêmicos. Infelizmente, uma espécie de mamífero endêmico está extinta e outra está criticamente ameaçada de extinção.
As espécies animais endêmicas das Islas Marías incluem o  Amazona oratrix tresmariae, o  Cynanthus lawrencei e o Peromyscus madrensis, além do  Procyon lotor insularis, uma subespécie do guaxinim.

## Lugares povoados
Todos os locais povoados das Islas Marías estão na Isla María Madre. Eles estão listados de norte a sul na tabela a seguir:
| Lugares povoados                            | População (Censo de 2005) | Localização                   |
| ------------------------------------------- | ------------------------- | ----------------------------- |
| Punta el Morro                              | -                         | 21° 41′ 45″ N, 106° 39′ 19″ O |
| Venustiano Carranza (Serradero, Aserradero) | -                         | 21° 40′ 45″ N, 106° 36′ 45″ O |
| Campamento Cica (Bugambilias)               | 190                       | 21° 40′ 15″ N, 106° 37′ 45″ O |
| Campamento Nayarit                          | 51                        | 21° 39′ 00″ N, 106° 32′ 20″ O |
| Campamento Rehilete                         | 71                        | 21° 38′ 44″ N, 106° 32′ 29″ O |
| Puerto Balleto (Isla María Madre)           | 602                       | 21° 37′ 58″ N, 106° 32′ 21″ O |
| Zacatal                                     | -                         | 21° 37′ 44″ N, 106° 35′ 26″ O |
| Camarón                                     | -                         | 21° 37′ 26″ N, 106° 37′ 55″ O |
| Campamento Hospital (Veinte de Noviembre)   | 53                        | 21° 37′ 34″ N, 106° 31′ 55″ O |
| Las Antenas                                 | 2                         | 21° 37′ 15″ N, 106° 36′ 18″ O |
| Campamento Morelos (José María Morelos)     | 98                        | 21° 36′ 04″ N, 106° 30′ 47″ O |
| Campamento San Juan Papelillo               | 18                        | 21° 35′ 30″ N, 106° 36′ 26″ O |
| Borbollón (Borbollones)                     | -                         | 21° 34′ 15″ N, 106° 31′ 00″ O |
| Campamento Laguna del Toro                  | 31                        | 21° 34′ 08″ N, 106° 32′ 37″ O |
| Punta Halcones                              | -                         | 21° 32′ 45″ N, 106° 32′ 30″ O |
| Isla María Madre                            | 1.116                     | 21° 36′ 57″ N, 106° 34′ 42″ O |

Cada centro populacional apresenta uma atividade econômica diferente. O principal centro populacional é Puerto Balleto, onde estão localizados os escritórios administrativos e os principais centros de comércio e recreação. Ele é subdividido em quatro jefaturas:
1. Balleto, 21° 38′ 02″ N, 106° 32′ 21″ O
2. Bellavista, 21° 38′ 19″ N, 106° 32′ 30″ O
3. Unidad Habitacional Miguel Hidalgo (UHMH), 21° 38′ 13″ N, 106° 32′ 26″ O
4. Primero de Mayo, 21° 38′ 20″ N, 106° 32′ 23″ O

## Clima
A temperatura média da ilha permanece entre 28 e 31 graus Celsius durante todo o ano. Em abril, maio e junho, às vezes as temperaturas ultrapassam o limite de 35 °C. Em dezembro, janeiro e fevereiro, as temperaturas permanecem abaixo de vinte e cinco graus. Às vezes, a temperatura pode cair para menos de 20 °C. Na maior parte do tempo, o clima permanece seco, mas em julho, agosto e setembro pode chover até 10 mm. A velocidade média do vento é de 12 a 19 km/hora. O gráfico abaixo mostra a temperatura máxima e mínima.
|       | Unidade       | Celsius | Celsius | Celsius | Celsius | Celsius | Celsius | Celsius | Celsius | Celsius | Celsius | Celsius | Celsius |
| Média | Máxima diária | 29      | 29      | 31      | 32      | 34      | 34      | 32      | 31      | 31      | 31      | 31      | 29      |
| Média | Mínima diária | 13      | 14      | 15      | 17      | 19      | 22      | 24      | 24      | 24      | 22      | 18      | 15      |
|       |               |         |         |         |         |         |         |         |         |         |         |         |         |
|       | Mês           | Jan     | Fev     | Mar     | Abr     | Mai     | Jun     | Jul     | Aug     | Set     | Out     | Nov     | Dez     |

## Furacão Willa
O furacão Willa passou pelas Islas Marías em 23 de outubro de 2018. O Centro Nacional de Furacões informou, às 9h MDT, que “a aeronave encontra o núcleo do Willa passando sobre Las Islas Marías, no México”.  Um relatório subsequente do NHC declarou que “está ocorrendo uma tempestade com risco de vida ao longo da costa das Islas Marías”. O NHC também informou que “um local de observação automatizado em Las Islas Marías relatou recentemente um vento sustentado de 142 km/h com uma rajada de 180 km/h”.

## Farol
Há um farol localizado em um cume acima de Puerto Balleto na Isla María Madre. A altura da torre é de sessenta e dois metros. A galeria principal do farol é branca, enquanto a torre do farol é colorida em vermelho e branco. O farol é feito de concreto e uma grande casa de um andar também foi construída com o farol. O farol brilha com dois flashes brancos a cada 10 segundos. O diâmetro do farol é de sete metros.

## Transporte
Há um pequeno campo de pouso adjacente a Puerto Balleto na Isla María Madre. O governo mexicano abriu as ilhas ao turismo pela primeira vez no verão de 2024. O aeródromo é atendido por um único voo operado pelo conselho regional de turismo, com voos semanais entre Tepic, Naiarite e as ilhas, que começaram em outubro de 2024. A esperança do governo é transformar as ilhas em um novo destino de bioturismo.

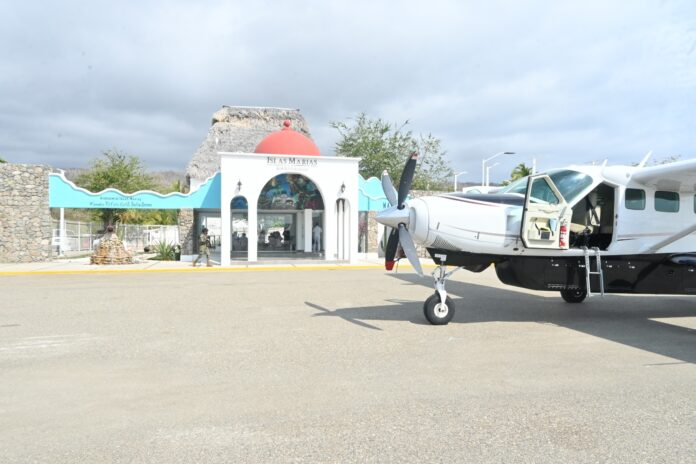
Aeroporto de Isla Marías em Naiarite, México

## Prisão das Islas Marías
A Prisão Federal das Islas Marías foi construída em 1905, quando Porfirio Díaz decretou que essas ilhas se tornariam uma colônia penal, acrescentando-as ao Código Penal e estabelecendo a pena de expulsão como justificativa legal para seu funcionamento. Um de seus prisioneiros mais notáveis foi o escritor progressista mexicano José Revueltas [es], que escreveu seu primeiro livro Los Muros de Agua enquanto estava preso lá.
A ideia de uma colônia penal nas Ilhas Marías não era nova, pois já havia sido considerada por governos anteriores, como os de Benito Juárez e Maximiliano de Habsburgo. No entanto, foi no governo de Porfirio Díaz que a proposta se concretizou, como parte de seus esforços para implementar uma reforma penal que garantisse o controle social, a disponibilidade de mão de obra e a proteção do investimento estrangeiro.
O processo de estabelecimento da colônia penal foi concretizado com a compra do arquipélago pelo governo em 1902. Posteriormente, em 1905, as Islas Marías foram oficialmente declaradas uma colônia penal e a pena de descida foi introduzida como forma de punição. A adição ao Código Penal em 1908 detalhou aspectos dessa punição, estabelecendo dois períodos e condições para sua aplicação.
O diretor da colônia penal, Arturo G. Cubillas, desempenhou um papel decisivo na adaptação e aplicação da pena de descida. Foi criada uma estrutura administrativa, que incluía a Direção-Geral, a Direção Adjunta, a Administração, os Serviços Gerais e a Segurança. Também foram criados dois campos, Balleto e Salinas, onde foram realizadas várias atividades.
O regime penitenciário em Islas Marías era caracterizado por uma disciplina que buscava normalizar o comportamento dos detentos. Para aqueles que demonstravam bom comportamento, havia medidas como a pré-liberação, e aqueles que eram liberados tinham permissão para permanecer na colônia. A justificativa legal para a sentença de descida foi baseada em uma abordagem progressiva, semelhante à do sistema penal espanhol. A colônia penal de Islas Marías funcionou até 2010 e foi uma das últimas colônias penais insulares da América Latina.
Além dos presos, na Isla María Madre havia funcionários de diversas instituições do governo federal, como a Secretaria de Educação Pública [es], a Secretaria do Meio Ambiente, a Ministério da Infraestrutura, Comunicações e Transportes [es], os Correios e a Secretaria da Marinha [es]. Outro grupo de colonos é formado por ministros religiosos e acólitos da Igreja Católica, freiras da Ordem do Serviço Social e professores convidados, técnicos e seus familiares.
A colônia é governada por um funcionário do estado que é o governador das ilhas e o juiz principal. O comando militar é independente e é exercido por um oficial da Marinha mexicana.
O Presidente do México, Andrés Manuel López Obrador, anunciou em 18 de fevereiro de 2019 que sua administração fecharia a Prisão Federal das Islas Marías, substituindo-a por um novo centro cultural que receberá o nome de José Revueltas.